# Невинний В'ячеслав Михайлович
Неви́нний В'ячесла́в Миха́йлович (30 листопада 1934 — 31 травня 2009) — російський актор, Народний артист СРСР (1986).

## Життєпис
В'ячеслав Невинний народився 30 листопада 1934 в Тулі. Навчався в 23-й залізничній середній школі Тули.
Закінчив Школу-студію МХАТу (1959). Вся його творче життя було пов'язане з Художнім театром ім. Чехова, якому В'ячеслав Невинний вірою і правдою служив з 1959 року.
В кіно знімався з 1960 р. (фільми: «Це трапилось в міліції», «Голова», «Виринея», «На семи вітрах», «Небеса обетованні», «Пізня любов» та ін.). Грав також в українських кінокартинах, наприклад «Якщо можеш, прости» (1984).

## Хвороба
У 2005 році актор переніс ампутацію: у Військовому госпіталі імені А. В. Вишневського В'ячеславу Невинному відрізали стопу лівої ноги через гангрену, ускладнення на тлі цукрового діабету. У 2006 році через ускладнення хвороби акторові була зроблена ампутація другої ноги.

## Смерть
Помер В'ячеслав Невинний 31 травня 2009 помер на 75-му році життя в 16:30 за московським часом в своїй московській квартирі.
Поховано 3 червня 2009 року на «Алеї акторів» Троєкурівського цвинтара в Москві.

## Вибрана фільмографія
- 1957 — Комуніст
- 1960 — Випробувальний термін
- 1962 — На семи вітрах
- 1962 — Третій тайм
- 1984 — Гостя з майбутнього

- Всемирный биографический Энциклопедический словарь. М., 1998. — С.532.